# Alt-Wiedikon

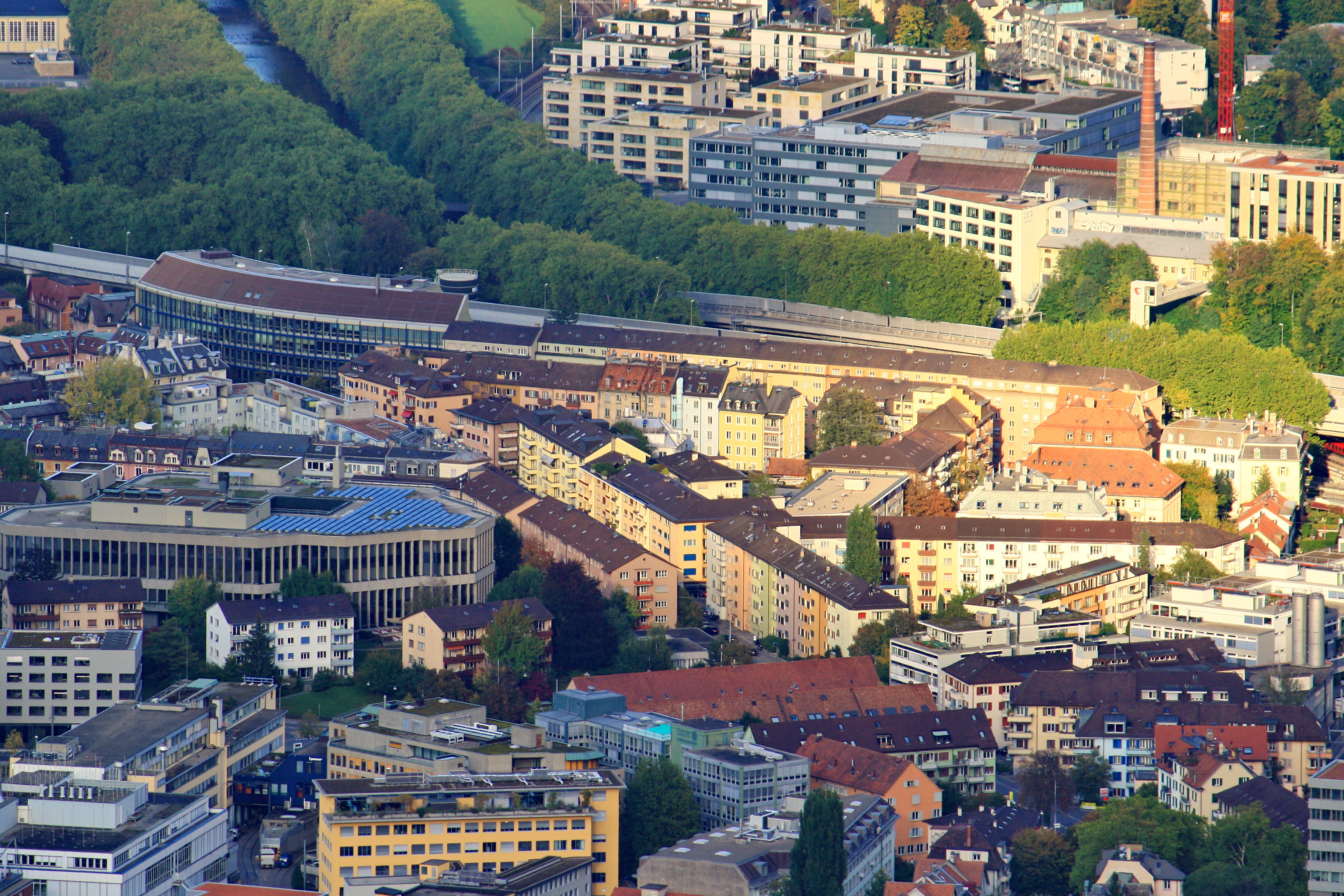
Alt-Wiedikon

Alt-Wiedikon ist ein Quartier im Kreis 3 (Wiedikon) der Stadt Zürich in der Schweiz. Das Quartier geht nicht auf eine ehemalige Gemeinde zurück, sondern auf eine Dreiteilung Wiedikons durch das statistische Amt. Alt-Wiedikon umfasst die ältesten Siedlungsschwerpunkte Wiedikons, den Bühlhügel, den Rebhügel und das Gebiet Giesshübel.
Das linke Sihlufer bildet die östliche Quartiergrenze zur Enge, im Norden grenzt das Quartier ab der Sihl nach Westen entlang der Zurlindenstrasse und der Birmensdorferstrasse an das Wiediker Quartier Sihlfeld. Die westliche Grenze zum Quartier Friesenberg verläuft ab Heuried in südlicher Richtung entlang der Wasserschöpfi, der Uetlibergbahn und dem Borrweg zur Arbentalstrasse. Der Rest der westlichen Grenze folgt bestimmten Geländestrukturen: dem Rand der ehemaligen Lehmgrube Binz und der ehemaligen Lehmgrube Laubegg, nach Süden zur Sihl, an der ein Stück Grenze zu Wollishofen besteht.

## Bevölkerungsentwicklung des Quartiers
Quelle:Statistik & Daten: Alt-Wiedikon